# Hermann I. (Ravensberg)
Hermann I. von Ravensberg (* um 1075/1080; † um 1144) war Graf von Ravensberg.
Er war der einzige Sohn des Grafen Hermann I. von Kalvelage und der Ethelinde von Northeim, Tochter von Graf Otto von Northeim. Hermann I. von Kalvelage wiederum war ein Nachkomme des Hermann von Eenham aus dem Geschlecht der Grafen von Verdun.
Die Grafen von Kalvelage, die erstmals 1082 bei Lohne in Oldenburg bezeugt sind, setzen sich um 1100 in Ravensberg fest, das sie als Lehen der sächsischen Herzöge innehaben, ab 1140 nennen sie sich auch Ravensberg. Sie erwerben Güter im Emsland, die sie möglicherweise von den Grafen von Zütphen geerbt haben, sowie Güter um Bielefeld, Herford und Halle.
Er war Graf von Calvelage und Graf in der Diözese Osnabrück, was Basis der Ravensberger Grafschaft wurde. 
Er war auch Graf im Osnabrücker Nordland und Westmünsterland und erwarb den Raum Bielefeld mit Halle, Werther, Borgholzhausen, Versmold, Steinhagen und Jöllenbeck als Paderborner Lehen (= die spätere Grafschaft Ravensberg). 
Er war Anhänger Lothars von Supplinburg.
Er stritt mit Schwalenberg, Lippe, Werl-Arnsberg und Tecklenburg, ebenso mit den Bischöfen von Osnabrück und Münster und dem Kloster Herford wegen völlig verschachtelter Besitz- und Rechtsverhältnisse, was die Geschichte seines Hauses bestimmte. 

## Ehe und Kinder
Er heiratete Judith von Zütphen (Tochter des Grafen Otto II. von Zutphen)
- Otto I. († um 1170)
- Heinrich, urkundlich 1158 bis 1175, Graf von Ravensberg (1160)
- Hedwig, Erbin von Dale (1166); ⚭ (um 1140) Gerhard I. von Hennegau, Graf von Dale, († 1166)